# Arabella (Johannes V. Jensen)
Arabella er en novelle af Johannes V. Jensen.
Den udkom første gang over en række marts- og april-numre af Politiken i 1907.
Senere på året i november kom den i bogform i novellesamlingen Singaporenoveller.
Arabella er en fortælling om styrmanden Richard af uoplyst nationalitet, der får en uges landlov i Singapore.
I denne uge går han på svir og bliver udsat for identitetstyveri. 
På vej til total social deroute reddes han dog af Arabella, værtinden på et bordel.
I første afsnit af novelle betegner Johannes V. Jensen selv fortællingen som en ubesmykket hverdagshistorie.
Bent Haugaard Jeppesen kalder den en ugebladshistorie,
mens Sven Hakon Rossel ser den som en farverig og dramatisk historie påvirket af Frank Norris.
Walter Benjamin har også kommenteret på novellen.
Arabella er digitaliseret som en del af udgaven af Singaporenoveller fra 1907 og gjort tilgængelig fra Johannes V. Jensen Forums hjemmeside.
Den blev indlemmet i novellesamlingen Eksotiske Noveller.
En e-bogsudgave af novellesamlingen med Arabella kom til i 2016.
Teksten udkom også i novellesamlingen Hos fuglene fra 2001 
og i samlingen Hævnen og andre danske mesterfortællinger udvalgt af Ole Storm. 
Den sidstnævnte udgave er illustreret af Des Asmussen.